# Sihl

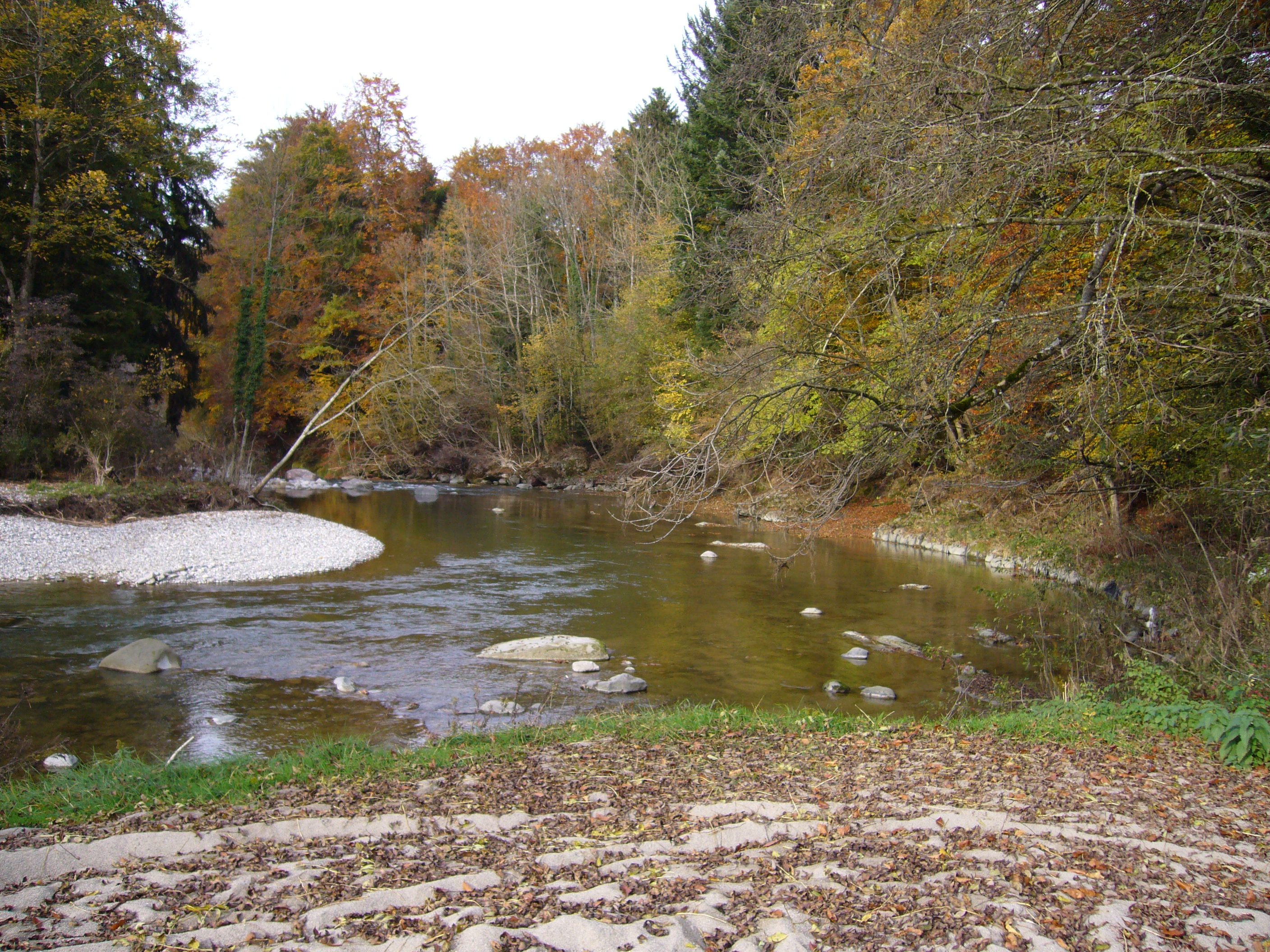
Sihl nära Sihlbrugg.

Sihl är en schweizisk flod som har sitt ursprung vid Drusberg i kantonen Schwyz. I centrala Zürich flyter den ihop med floden Limmat.